# Lucilia juvensis
Lucilia juvensis är en tvåvingeart som först beskrevs av Camillo Rondani 1868.  Lucilia juvensis ingår i släktet Lucilia och familjen spyflugor.
Artens utbredningsområde är Italien. Inga underarter finns listade i Catalogue of Life.